# Max Simon (SS-Mitglied)

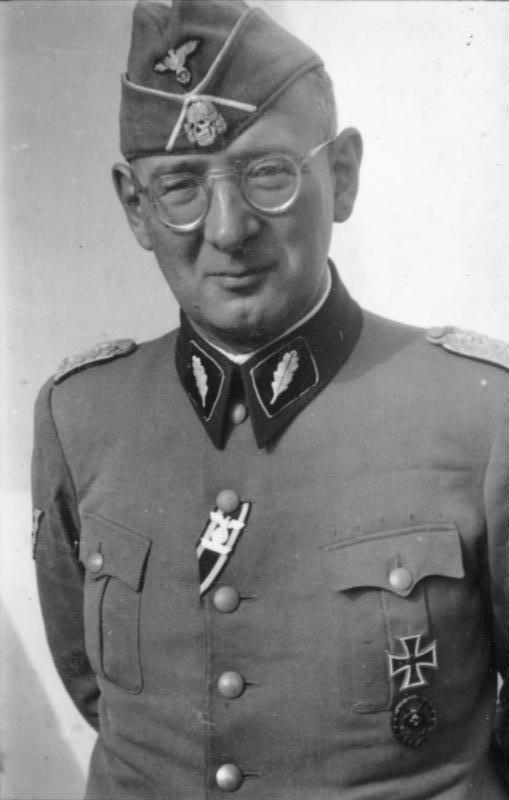
Max Simon, 1940, hier als SS-Standartenführer (Foto: SS-Propagandakompanie)

Max Simon (* 6. Januar 1899 in Breslau; † 1. Februar 1961 in Lünen) war ein deutscher SS-Gruppenführer und Generalleutnant der Waffen-SS im Zweiten Weltkrieg. Er wurde wegen seiner Beteiligung an Kriegsverbrechen in mehreren Staaten angeklagt und zweifach, davon einmal in absentia, zum Tode verurteilt. In der Bundesrepublik wurde er wegen der Morde von Brettheim im Jahre 1945 angeklagt, starb aber vor Ende der Verfahren.

## Leben
Simon besuchte vom 1. April 1905 bis März 1913 die Städtische Evangelische Volksschule Nr. 46 seiner Heimatstadt. Anschließend absolvierte er in einem Bekleidungshaus eine Schneiderausbildung. Nach deren Beendigung arbeitete er beim Kaiserlichen Postamt 18 in Breslau. Kriegsbedingt erfolgte am 27. Juni 1917 seine Einberufung zur Preußischen Armee, wo er als Krankenpfleger im Festungslazarett Breslau verwendet wurde. Im weiteren Verlauf des Ersten Weltkriegs nahm Simon als Sanitätssoldat an den Kämpfen in Mazedonien sowie im Westen teil und hatte dort die Aufgabe, transportfähige Verwundete von frontnahen Lazaretten zur Versorgung in die Heimat zu bringen. Es folgte am 23. Oktober 1918 seine Versetzung zur Territorial-Inspektion des freiwilligen Sanitätsdienstes in Schlesien, dem er auch über das Ende des Krieges hinaus angehören sollte.
Am 9. Januar 1919 wurde Simon zur 4. Schwadron des Leib-Kürassier-Regiments „Großer Kurfürst“ (Schlesisches) Nr. 1 versetzt. Mit diesem beteiligte er sich bis zu seinem Ausscheiden am 20. Oktober 1919 am Grenzschutz Schlesiens. In der Zwischenzeit hatte man ihn am 14. August 1919 zum Gefreiten ernannt. Vom 22. Oktober bis zum 28. Dezember 1919 arbeitete er als Güterbodenarbeiter bei der Reichsbahn, ehe er wieder in den Militärdienst bei seinem alten Regiment eintrat und sich abermals im Grenzschutz betätigte. Dort erfolgte am 24. März 1920 die Beförderung zum Unteroffizier. Nach Auflösung seines Regiments versetzte man ihn mit der Übernahme in die Reichswehr nach Hofgeismar, wo er ab 1. Juni 1920 Dienst bei der 2. Eskadron des 16. Reiter-Regiments versah.
Simon heiratete am 18. Oktober 1924 Martha Bartsch, die Tochter eines Breslauer Kaufmanns.
Im selben Jahr wurde er zum Wachtmeister befördert. Da er in der Reichswehr nach Stand und Bildung nicht offiziersfähig war, schied Simon am 4. September 1929 aus dem aktiven Dienst aus und nahm eine Stelle im öffentlichen Dienst an. Zunächst war er als Angestellter in der Finanzabteilung beim Landrat des Landkreises Saalfeld tätig. Ab 1. März 1930 nahm er einen dreijährigen Vorbereitungsdienst bei der Thüringischen Landesversicherungsanstalt in Weimar auf. Nach deren erfolgreicher Beendigung wurde Simon ab 1. Juni 1934 als Beamter in den Staatsdienst übernommen.

### Karriere in der SS
Simon trat am 1. April 1932 der NSDAP (Mitgliedsnummer 1.359.576) bei. Am 1. Mai 1933 wurde er zunächst als Anwärter in Gera in die SS aufgenommen (SS-Nr. 83.086) und der 47. SS-Standarte zugewiesen. Am 3. Dezember 1933 erfolgte die Beförderung zum SS-Oberscharführer sowie am 8. März 1934 zum SS-Hauptscharführer. Als solcher wurde Simon mit der Führung der Stabswache beim SS-Oberabschnitt Mitte beauftragt. Er wechselte dann nach Dresden. Im November 1934 wurde er zum SS-Untersturmführer befördert. Simon war von August bis Oktober 1934 Lagerkommandant des KZ Sachsenburg.
Ab 1935 war Simon Führer des Sturmbanns III/SS-Totenkopfverband Sachsen. Ab Juli 1937 war er mit der Aufstellung der 1. SS-Totenkopfstandarte Oberbayern beauftragt. Simon war engster Berater von Theodor Eicke für den militärischen Bereich. Er wurde 1938 zum SS-Standartenführer ernannt und nahm mit diesem Verband an dem Anschluss Österreichs (März 1938), der Besetzung des Sudetenlandes (Oktober 1938) und der „Resttschechei“ (März 1939) teil.

### Zweiter Weltkrieg und Kriegsverbrechen
Mit Beginn des Zweiten Weltkriegs befehligte er ein Regiment der SS-Totenkopfdivision und nahm in Mai und Juni 1940 am deutschen Angriff im Westen teil. Dabei war der Umgang seines Regiments mit der Zivilbevölkerung brutal. Zudem töteten Männer seines Regiments viele Soldaten der französischen Armee, die aus afrikanischen Ländern stammten, auch wenn diese sich schon ergeben hatten. Ab Juni 1941 beteiligte er sich mit seinem Regiment am Überfall auf die Sowjetunion. Teile seiner Einheit unterstützten das Vorgehen gegen die jüdische Bevölkerung im  Raum des damaligen Rositten. Am 1. Dezember 1942 wurde Simon zum SS-Brigadeführer ernannt. Er war von Mitte Mai 1943 bis Oktober 1943 Kommandeur der SS-Panzergrenadier-Division Totenkopf und organisierte anschließend die Aufstellung der 16. SS-Panzergrenadier-Division „Reichsführer SS“. Im Juli 1944 wurde seine Division nach Mittelitalien verlegt. Neben dem Kampf gegen die Westalliierten wurden Simons SS-Männer hier gegen Partisanen eingesetzt. Sie töteten im Rahmen dieses Auftrags über 2000 Zivilisten. Ab Oktober 1944 kommandierte Simon das XIII. SS-Armeekorps. November 1944 erfolgte seine Beförderung zum SS-Gruppenführer und Generalleutnant der Waffen-SS. Im März 1945 befehligte er einen Frontabschnitt südöstlich von Saarbrücken mit drei Divisionen (siehe Operation Undertone). Am 10. April 1945 ließ er die Männer von Brettheim, drei Bürger des Dorfes Brettheim, erhängen, nachdem diese vier Hitlerjungen entwaffnet hatten, die noch sinnlosen Widerstand leisten wollten. Anfang Mai 1945 kapitulierte er als Befehlshaber des XIII. SS-Armeekorps vor den US-amerikanischen Truppen in Süddeutschland. 

### Nach Kriegsende
Von einem britischen Kriegsgericht wurde Simon in Padua wegen Massakern in Mittelitalien, bei denen zahlreiche Zivilisten umgebracht wurden (Massaker von Marzabotto, Massaker von Fivizzano),  am 26. Juni 1947 zum Tode verurteilt. Der britische Kriegsminister begnadigte ihn 1948 zu lebenslanger Haft, die 1950 auf 21 Jahren Haft verringert wurde. Schon am 30. November 1954 wurde Simon dann aus dem britischen Kriegsverbrechergefängnis im Zuchthaus Werl entlassen. Nach seiner Entlassung wurde er im Oktober 1955  erstmals vor einem deutschen Gericht wegen der Morde in Brettheim angeklagt. Sein Verteidiger war Rudolf Aschenauer, der auf Verfahren gegen NS-Angeklagte spezialisiert war, denen Verbrechen gegen die Menschlichkeit und Kriegsverbrechen vorgeworfen wurden. In erster Instanz entschied das Schwurgericht am Landgericht in Ansbach auf Freispruch – unter anderem mit dem Argument, die Kriegsgerichtsurteile seien formal korrekt gewesen. Dieser Freispruch und die weitere Entwicklung des Verfahrens erregten großen Widerspruch in der Öffentlichkeit. So nannte der CDU-Bundestagsabgeordnete Ernst Benda Max Simon und seine Mitangeklagten trotz des Freispruchs öffentlich die Mörder von Brettheim. In diesem Prozess und weiteren Verfahren 1958 und 1960 in dieser Sache „wimmelte es geradezu von Personal, das sich im Dritten Reich bewährt hatte“. So hatte in Ansbach ein Landgerichtsdirektor Andreas Schmidt den Vorsitz geführt, der schon 1927 der NSDAP beigetreten war und in der NS-Justiz Karriere gemacht hatte. Zudem war einer der beiden Beisitzer der Großen Strafkammer ab 1938 Mitglied der NSDAP und zahlreicher NS-Organisationen gewesen. Der Staatsanwalt hatte als Ankläger in einem Sondergericht im Krieg selbst Todesstrafen beantragt. Der Freispruch wurde vom Bundesgerichtshof (BGH) aufgehoben, ebenso ein erneuter Freispruch durch das Landgericht Nürnberg-Fürth. Diesem folgte am 23. Juli 1960 ein dritter Freispruch durch das Landgericht Ansbach. Kurz vor der dritten Revisionsentscheidung des BGH starb Simon an Herzversagen.

## Auszeichnungen
- Bulgarisches Militärverdienstkreuz am 17. August 1918[15]
- Eisernes Kreuz (1914) II. Klasse am 31. Juli 1919[16]
- Schlesischer Adler II. und I. Stufe am 13. August 1919[16]
- Offizier des Ungarischen Verdienstordens am 1. April 1939[17]
- Spange zum Eisernen Kreuz II. Klasse am 13. September 1939[18]
- Offizier des Ordens der Krone von Italien am 6. Dezember 1939[19]
- Eisernes Kreuz (1939) I. Klasse am 3. Mai 1940[20]
- Ritterkreuz des Eisernen Kreuzes mit Eichenlaub[21]
  - Ritterkreuz am 20. Oktober 1941[21]
  - Eichenlaub am 28. Oktober 1944 (639. Verleihung)[21]
- Deutsches Kreuz in Gold am 9. Oktober 1944[21]
- Nennung im Wehrmachtbericht am 21. Juli 1944[22]